# Gyilkos megszállás
A Gyilkos megszállás (eredeti cím: Generation Kill) 2008-ban bemutatott hétrészes amerikai háborús minisorozat, melyet a HBO sugárzott 2008. július 13. és augusztus 24. között. Magyarországon szintén az HBO mutatta be 2008. november 4-én. A sorozat alapjául Evan Wright 2004-es hasonló című könyve szolgált, melyben iraki háborús újságírói tapasztalatait írta le.
A főbb szerepekben Alexander Skarsgård, Jon Huertas, James Ransone és Lee Tergesen látható.

## Cselekmény
Az amerikai Első Felderítő Zászlóalj felderítőegysége volt az Irakba történő bevonulás „lándzsahegye”: ez a csapat tengerészgyalogos a legelső vonalban harcolt. Evan Wright az Első Felderítő Zászlóalj Bravo osztagának második szakaszához csatlakozott újságíróként az iraki megszállás idején. A katonai hadjárat első heteinek kimerítő krónikája a Rolling Stone magazin tudósítójának többszörös díjnyertes könyvét alapul véve, a leghitelesebb szemszögből mutatja be a Bagdadig vonuló gyilkos megszállást.

## Szereplők
- Brad Colbert őrmester („Jeges”)  – Alexander Skarsgård
- Josh Ray Person tizedes – James Ransone
- Harold James Trombley őrvezető – Billy Lush
- Walt Hasser tizedes – Pawel Szajda
- Antonio Espera őrmester – Jon Huertas
- Nathaniel Fick hadnagy – Stark Sands
- Robert Timothy Bryan („Bryan Doki”) – (Jonah Lotan
- Rodolfo Rudy Reyes őrmester – Rudy Reyes
- Stephen Ferrando alezredes („Keresztapa”) – Chance Kelly
- John Sixta főtörzsőrmester – Neal Jones
- Craig Schwetje százados („Encino Man”) – Brian Wade
- Dave McGraw százados („Amerika kapitány”) – Eric Nenninger
- Eric Kocher őrmester – Owain Yeoman
- Larry Shawn Patrick őrmester („Papi”) – Josh Barrett
- Gabe Garza tizedes – Rey Valentin
- Evan Wright – Lee Tergesen

## Epizódok
| Sor. | Év. | Cím                                                 | Rendező            | Író                                                                   | Premier                                |
| ---- | --- | --------------------------------------------------- | ------------------ | --------------------------------------------------------------------- | -------------------------------------- |
| 1.   | 1.  | Zúzzunk (Get Some)                                  | Susanna White      | David Simon és Ed Burns                                               | 2008. július 13. 2008. november 4.     |
| 2.   | 2.  | A civilizáció bölcsője (The Cradle of Civilization) | Susanna White      | Sztori: David Simon és Ed Burns Forgatókönyv: Ed Burns és Evan Wright | 2008. július 20. 2008. november 11.    |
| 3.   | 3.  | A repülőtér ostroma (Screwby)                       | Susanna White      | Sztori: David Simon és Ed Burns Forgatókönyv: Ed Burns                | 2008. július 27. 2008. november 18.    |
| 4.   | 4.  | Keresztre feszítve (Combat Jack)                    | Simon Cellan Jones | Sztori: David Simon és Ed Burns Forgatókönyv: David Simon             | 2008. augusztus 3. 2008. november 25.  |
| 5.   | 5.  | Olaj a tűzre (A Burning Dog)                        | Simon Cellan Jones | Sztori: David Simon és Ed Burns Forgatókönyv: Evan Wright             | 2008. augusztus 10. 2008. december 2.  |
| 6.   | 6.  | Légy résen (Stay Frosty)                            | Simon Cellan Jones | Sztori: David Simon és Ed Burns Forgatókönyv: Ed Burns                | 2008. augusztus 17. 2008. december 9.  |
| 7.   | 7.  | Szabadság hadművelet (Bomb in the Garden)           | Susanna White      | Sztori: David Simon és Ed Burns Forgatókönyv: David Simon             | 2008. augusztus 24. 2008. december 16. |

## Fogadtatás

### Díjak és jelölések
| Év   | Díj                                   | Kategória                                                                 | Jelölt | Eredmény | Forrás |
| ---- | ------------------------------------- | ------------------------------------------------------------------------- | --- | -------- | ------ |
| 2008 | Gracie-díj                            | Legjobb rendező szórakoztató sorozatban vagy különkiadásban               | Susanna White | Elnyerte | [ 3 ]  |
| 2009 | Artios-díj                            | Legjobb castingolás televíziós minisorozatban                             | Alexa L. Fogel | Elnyerte | [ 4 ]  |
| 2009 | Cinema Audio Society Awards           | Legjobb hangkeverés tévéfilmben vagy minisorozatban                       | Danny Hambrook, Stuart Hilliker, Alexandros Sidiropoulos (az "Olaj a tűzre" című részért) | Jelölve  | [ 5 ]  |
| 2009 | Golden Reel Awards                    | Legjobb hangvágás hosszú dialógusnál televíziós sorozatban                | Barry Donnelly, Stefan Henrix, Becki Ponting, Will Ralston, Iain Eyre (a "Zúzzunk" című részért) | Elnyerte | [ 6 ]  |
| 2009 | Golden Reel Awards                    | Legjobb hangvágás hosszú hangeffektnél televíziós sorozatban              | Stefan Henrix, Andy Kennedy, David Evans, Graham Headicar, Lee Walpole, Jack Whittaker, Virginia Thorn, Andrea King, Jack Stew (az "Olaj a tűzre" című részért)                                                         | Jelölve  | [ 6 ]  |
| 2009 | Imagen Awards                         | Legjobb férfi mellékszereplők televíziós sorozatban                       | Rudy Reyes | Jelölve  |        |
| 2009 | Primetime Emmy-díj                    | Legjobb minisorozat                                                       | David Simon, Ed Burns, George Faber, Nina Kostroff Noble, Andrea Calderwood | Jelölve  | [ 7 ]  |
| 2009 | Primetime Emmy-díj                    | Legjobb rendező (minisorozat, antológiasorozat vagy tévéfilm)             | Susanna White (a "Szabadság hadművelet" című részért) | Jelölve  | [ 7 ]  |
| 2009 | Primetime Emmy-díj                    | Legjobb forgatókönyv (minisorozat vagy tévéfilm)                          | David Simon, Ed Burns (a "Szabadság hadművelet" című részért) | Jelölve  | [ 7 ]  |
| 2009 | Primetime Creative Arts Emmy-díj      | Legjobb művészeti rendező (minisorozat, antológiasorozat vagy tévéfilm)   | Rob Harris, Mickey Lennon, Emelia Weavind | Jelölve  | [ 7 ]  |
| 2009 | Primetime Creative Arts Emmy-díj      | Legjobb casting (minisorozat, antológiasorozat vagy tévéfilm)             | Alexa L. Fogel, Christa Schamberger, Suzanne Crowley, and Gilly Poole | Jelölve  | [ 7 ]  |
| 2009 | Primetime Creative Arts Emmy-díj      | Legjobb operatőr (minisorozat, antológiasorozat vagy tévéfilm)            | Ivan Strasburg (a "Keresztre feszítve" című részért) | Jelölve  | [ 7 ]  |
| 2009 | Primetime Creative Arts Emmy-díj      | Legjobb egykamerás képvágás (minisorozat, antológiasorozat vagy tévéfilm) | Jason Krasucki ("A civilizáció bölcsője" című részért) | Jelölve  | [ 7 ]  |
| 2009 | Primetime Creative Arts Emmy-díj      | Legjobb egykamerás képvágás (minisorozat, antológiasorozat vagy tévéfilm) | Oral Norrie Ottey (az "Olaj a tűzre" című részért) | Jelölve  | [ 7 ]  |
| 2009 | Primetime Creative Arts Emmy-díj      | Legjobb hangvágás (minisorozat, antológiasorozat vagy tévéfilm)           | Lee Walpole, Stefan Henrix, Graham Headicar, Jack Whittaker, Becki Ponting, Jennifer Ralston, Iain Eyre, Andre Schmidt, Virginia Thorn, Andy Kennedy, Pete Burgis, Andi Derrick ("A civilizáció bölcsője" című részért) | Elnyerte | [ 7 ]  |
| 2009 | Primetime Creative Arts Emmy-díj      | Legjobb hangkeverés (minisorozat, antológiasorozat vagy tévéfilm)         | Colin Nicolson, Paul Hamblin, Martin Jensen ("A civilizáció bölcsője" című részért) | Elnyerte | [ 7 ]  |
| 2009 | Primetime Creative Arts Emmy-díj      | Legjobb különleges effektek (minisorozat, antológiasorozat vagy tévéfilm) | Adam McInnes, Courtney Vanderslice-Law, Antony Bluff, Paul Edwards, Ken Dailey, Stephane Paris, David Sewell, Stuart Partridge, and Jean-Paul Rovela ("A civilizáció bölcsője" című részért)                            | Elnyerte | [ 7 ]  |
| 2009 | Television Critics Association Awards | Kiemelkedő munka filmben, minisorozatban vagy különkiadásban              | Kiemelkedő munka filmben, minisorozatban vagy különkiadásban | Jelölve  | [ 8 ]  |
| 2009 | Visual Effects Society Awards         | Legjobb vizuális effektus minisorozatban, tévéfilmben vagy különkiadásban | Adam McInnes, Anthony Bluff, Stephane Paris, David Sewell ("A civilizáció bölcsője" című részért) | Jelölve  | [ 9 ]  |
| 2009 | Visual Effects Society Awards         | Legjobb mattfestés televíziós sorozatban vagy reklámban                   | Christian Irles, Yannick Bourgie ("A civilizáció bölcsője" című részért) | Jelölve  | [ 9 ]  |
| 2009 | Writers Guild of America-díj          | Legjobb forgatókönyv hosszú formátomú adaptált sorozatban                 | David Simon, Ed Burns (a "Légy résen" és a "Szabadság hadművelet" című részekért); Evan Wright Gyilkos megszállás című könyve alapján                                                                                   | Jelölve  | [ 10 ] |
| 2010 | Royal Television Society Awards       | Nemzetközi díj                                                            | Nemzetközi díj | Jelölve  | [ 11 ] |